# Steven Fletcher (homme politique)
Pour les articles homonymes, voir Fletcher et Steven Fletcher.
Steven John Fletcher (né le 17 juin 1972 à Rio de Janeiro au Brésil) est un homme politique canadien. Il siège à la Chambre des communes du Canada de 2004 à 2015, représentant la circonscription de Charleswood—St. James—Assiniboia à Winnipeg dans le Manitoba sous la bannière du Parti conservateur du Canada. Il est le premier tétraplégique à siéger aux communes. Fletcher était ministre dans le gouvernement de Stephen Harper, avant d'être retiré du Cabinet en 2013. Il a été défait aux élections générales de 2015.

## Biographie
Fletcher est né à Rio de Janeiro au Brésil, où son père canadien travaillait comme ingénieur. Il est élevé au Manitoba, et obtient un diplôme en ingénierie géologique de l'Université du Manitoba en 1995.
Il devient complètement tétraplégique en 1996 à l'âge de 23 ans, après avoir heurté un orignal avec son véhicule. L'accident le laisse complètement paralysé en bas du cou, et il a aujourd'hui besoin de soins permanents. Il fut incapable de parler pendant plusieurs mois, et retrouva cette capacité seulement après un long processus de rééducation.
Avant son accident, Fletcher était un canoteur enthousiaste. Il a été président du Manitoba Recreational Canoeing Association, deux fois champion de kayak manitobain, et faisait la compétition au niveau national. Il a été capable de retrouver sa vie de plein-air grâce à des inventions comme le TrailRider, qui permet aux tétraplégiques de se déplacer sur un terrain accidenté. En 2004, il a été capable de nouveau de se mettre debout avec l'aide d'un fauteuil roulant hydraulique.
Fletcher a dit que l'accident a changé ses opinions politiques. Il reconnaît qu'il n'avait aucune considération pour les moins fortunés avant son accident, mais se décrit aujourd'hui comme un "conservateur compatissant".

### Président étudiant
Fletcher revient à l'Université du Manitoba en 1997 pour étudier dans un programme de maîtrise en administration d'affaires. Il est élu président de l'association étudiante de l'Université du Manitoba (UMSU) en février 1999, et identifie ses principales priorités comme étant d'améliorer le profil public de l'université et de se battre contre les hausses de frais de scolarité. Il revendique également un meilleur accès à l'université pour les étudiants handicapés et pour un plus grand taux d'inscription autochtone. En octobre 1999, il rencontre le ministre fédéral des Finances Paul Martin pour lui réclamer de plus amples investissements pour les étudiants.
Les opinions de droite de Fletcher le mettent parfois en conflit avec d'autres organisations du campus, et il est parfois accusé d'un biais administratif contre les groupes de gauche. En 2000, il appuie une décision du conseil étudiant de geler le financement universitaire pour The Manitoban, un journal de campus avec une équipe éditoriale gauchiste. Il explique qu'il était question de responsabilité financière, ses opposants suggèrent qu'il tentait de s'immiscer dans l'autonomie du journal. Les subventions sont rétablies pour le journal quand les employés acceptent un conseil d'ombudsman.
Fletcher est élu président de l'Alliance canadienne des associations étudiantes, un rival conservateur pour la Fédération canadienne des étudiant(e)s, durant son premier mandat. Il est réélu président du corps étudiant en 2000 et préside à l'élimination de la dette de l'Association en mai 2000. On lui attribue un partenariat avec Starbucks pour le surplus de 43 000 $ du conseil.
Tard en 2000, Fletcher annonce qu'il brigue la candidature du Parti progressiste-conservateur du Manitoba pour une élection partielle provinciale dans Tuxedo déclenchée par la retraite de l'ancien premier ministre Gary Filmon. En réponse, certains opposants de Fletcher tentent de l'éjecter de son poste de président de l'association étudiante, prétextant que des activités partisanes étaient inappropriés pour quelqu'un élu pour représenter les intérêts de tous les étudiants. Fletcher riposte que la constitution de l'université ne l'empêche pas de participer en politique provinciale et qualifie ses opposants d'"extrémistes de gauche". Il échoue face à Heather Stefanson, mais demeure en tant que président étudiant. Ses opposants dans l'Association des étudiants finissants votent plus tard de se séparer de l'UMSU.

### Carrière politique

#### Président de parti
Fletcher est élu président du Parti progressiste-conservateur du Manitoba en novembre 2001 et est réélu en 2003. Sa relation avec le chef du parti Stuart Murray (en) est parfois tendue. Fletcher critique Murray en 2002 pour avoir embauché le conseiller discrédité Taras Sokolyk sans l'informer, et suggère également que Murray n'avait pas fait assez d'efforts pour améliorer l'état financier du parti.

#### Politique fédéral
En 2003, Fletcher défait Don Murdock pour gagner la nomination de l'Alliance canadienne pour Charleswood—St. James pour l'élection fédérale de 2004. Il appuie la fusion de l'Alliance canadienne avec le Parti progressiste-conservateur du Canada, et la candidature de Stephen Harper à l'investiture du nouveau Parti conservateur du Canada fusionné en 2004. La nomination allianciste de Fletcher est invalidée par la fusion, et il doit briguer une nouvelle nomination pour le nouveau parti. Il défait Murdock une deuxième fois, et est candidat conservateur pour la circonscription en mars 2004.
Fletcher défait le candidat-vedette libéral Glen Murray, un ancien maire populaire de Winnipeg, par 734 votes dans l'élection de 2004. Sa victoire est considérée comme un bouleversement, quoique les sondages avant scrutin laissaient prévoir un résultat serré. Le Parti libéral forme un gouvernement minoritaire à l'issue de l'élection, et Fletcher est nommé critique en matière de Santé de l'Opposition officielle.
Fletcher est le premier député fédéral dans l'histoire du Canada avec un handicap permanent. Une plaisanterie courante lors de sa première campagne était qu'il devrait être un député d'avant-banc, les banquettes arrière n'étant pas accessibles aux fauteuils roulants. Son élection créa le besoin du statut "d'étranger à la Chambre" — une personne qui n'est ni député ni officier du Parlement — d'être sur le plancher des communes durant les sessions.

#### Député de l'opposition
En tant que critique conservateur de la Santé, Fletcher se décrit comme un partisan de la Loi canadienne sur la santé, mais favorise également un plus grand rôle pour le secteur privé. IL suggère que le gouvernement est "notoire pour l'étouffement de l'innovation" et affirme que le secteur privé ne devrait pas être "catalogué comme les docteurs qui ont essayé de me cataloguer" (pigeonhole). En réponse, le ministre libéral de la Santé Ujjal Dosanjh affirme que la position conservatrice mettrait en péril les principes de la Loi sur la santé.
Le 20 avril 2005, la Chambre des communes appuie la motion de Fletcher pour dédommager tous les Canadiens infectés par l'hépatite C, la Croix-Rouge canadienne ayant négligé le test des échantillons de sang. Ceci était un développement majeur dans une lutte décennal d'inclure les victimes d'avant 1986 et après 1990 dans le plan de compensation fédéral.
Le mois suivant, Fletcher est impliqué dans une controverse sans relation avec ses devoirs parlementaires. Le 21 mai 2005, il s'excuse pour avoir dit que "les japonais étaient des bâtards" à une conférence d'anciens combattants à Winnipeg la semaine auparavant, en référence à l'armée impériale japonaise durant la Seconde Guerre mondiale. Il défend l'intention générale du commentaire, notant que son grand-père avait été témoin d'atrocités commises par l'armée japonaise lorsqu'il avait été fait prisonnier de guerre après la chute de Singapour. Il reconnaît également avoir utilisé un langage démodé et un "langage inapproprié".

#### Député de la majorité
Fletcher est réélu avec une majorité plus grande lors de l'élection fédérale canadienne de 2006, les conservateurs remportant un gouvernement minoritaire. Après l'élection, il est nommé secrétaire parlementaire au ministre de la Santé. Fletcher était ministre dans le gouvernement de Stephen Harper, avant d'être retiré du Cabinet en 2013.

### Politique provinciale

#### Candidature pour le Parti populaire
Lors de l'élection fédérale du 21 octobre 2019, M. Fletcher retente sa chance dans la circonscription de Charleswood—St. James—Assiniboia—Headingley, cette fois sous l'étiquette du Parti populaire du Canada, nouvellement créé par Maxime Bernier. À l'instar de ses collègues candidats à travers le pays, il termine cinquième derrière les quatre principaux partis nationaux.